# Mišmar ha-Emek
Mišmar ha-Emek (hebrejsky מִשְׁמַר הָעֵמֶק, doslova „Stráž údolí“, v oficiálním přepisu do  angličtiny Mishmar HaEmeq, přepisováno též Mishmar HaEmek) je vesnice typu kibuc v Izraeli, v Severním distriktu, v Oblastní radě Megido.

## Geografie
Leží v nadmořské výšce 104 metrů, na pomezí Jizre'elského údolí a úbočí planiny Ramat Menaše. Jde zároveň o rozmezí mezi zemědělsky intenzivně využívanou krajinou v údolí a zalesněnými svahy. Z Ramat Menaše sem stékají četná vádí, zejména Nachal Mišmar ha-Emek, které prochází po severním okraji vesnice. Od jihu k vesnici směřuje též kratší vádí Nachal Jizhar. Severně od vesnice je to Nachal Paga. U okraje Jizre'elského údolí stojí pahorek Tel Šuš, v krajině západně od obce stojí zalesněné kopce Giv'at Kipod a Giv'at Ka'at.
Nachází se cca 68 kilometrů severovýchodně od centra Tel Avivu a cca 27 kilometrů jihovýchodně od centra Haify. Mišmar ha-Emek obývají Židé, přičemž osídlení v tomto regionu je etnicky převážně židovské. 7 kilometrů jižním směrem odtud ovšem ve vádí Ara leží lidnatá sídla, která obývají izraelští Arabové.
Na dopravní síť je vesnice napojena pomocí dálnice číslo 66, která sleduje jihozápadní okraj Jizre'elského údolí. Z ní zde odbočuje do kopců Ramat Menaše lokální silnice číslo 6953.

## Dějiny

### Založení vesnice

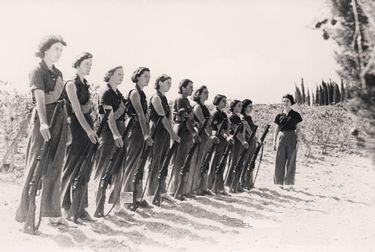
Obránci Mišmar ha-Emek v roce 1948

Mišmar ha-Emek byl založen roku 1926. Šlo o jednu z osmi židovských osad, které v letech 1926-1927 vznikly v Jizre'elském údolí v rámci cíleného osidlovacího programu. Zakladateli byla skupina židovských přistěhovalců z Polska, zejména z Haliče, kteří do tehdejší britské Palestiny dorazili v rámci třetí alije a od roku 1922 utvořili přípravnou osadnickou skupinu, která pracovala na několika místech, než 3. listopadu 1926 dorazila sem. Zakladatelé byli napojení na levicové mládežnické hnutí ha-Šomer ha-Ca'ir (v obci fungovalo i školící centrum hnutí ha-Šomer ha-Ca'ir). Skupina, která se tu usadila, čítala 80 osob, ale kvůli finančním potížím bylo rozhodnuto, že zpočátku zde bude pracovat jen 12 členů kibucu.
Pojmenování osady navrhl výbor Židovského národního fondu jako vyjádření strategické polohy vesnice. Až do roku 1932 byla jediným dopravním spojením s velkými městy železnice, která tehdy probíhala středem údolí. Teprve pak došlo k výstavbě silnice podél okraje údolí.
Až do roku 1948 měl Mišmar ha-Emek izolovanou polohu coby židovská vesnice obklopená arabským osídlením. Nejblíže ke kibucu (jen pár set metrů na severozápad) stála na dnešním pahorku Tel Šuš arabská vesnice Abu Šuša. Šlo o starobylé sídlo. Římané ji ve starověku nazývali Gaba Hippeon. V obci stála mešita a chlapecká základní škola. V roce 1931 zde žilo 831 lidí a stálo tu 155 domů. Východně od kibucu to pak byla arabská osada al-Ghubaja s mešitou a muslimskou svatyní al-Šajch Ahmad. Od roku 1888 zde fungovala i chlapecká základní škola (později během britského mandátu uzavřená). V al-Ghubaja roku 1931 stálo 38 domů a žilo tu 200 lidí. A ještě pár set metrů dál k východu to byla arabská osada al-Naghnaghija, v níž roku 1931 žilo 416 obyvatel v 78 domech.

### Arabsko-židovský konflikt a bitva o Mišmar ha-Emek

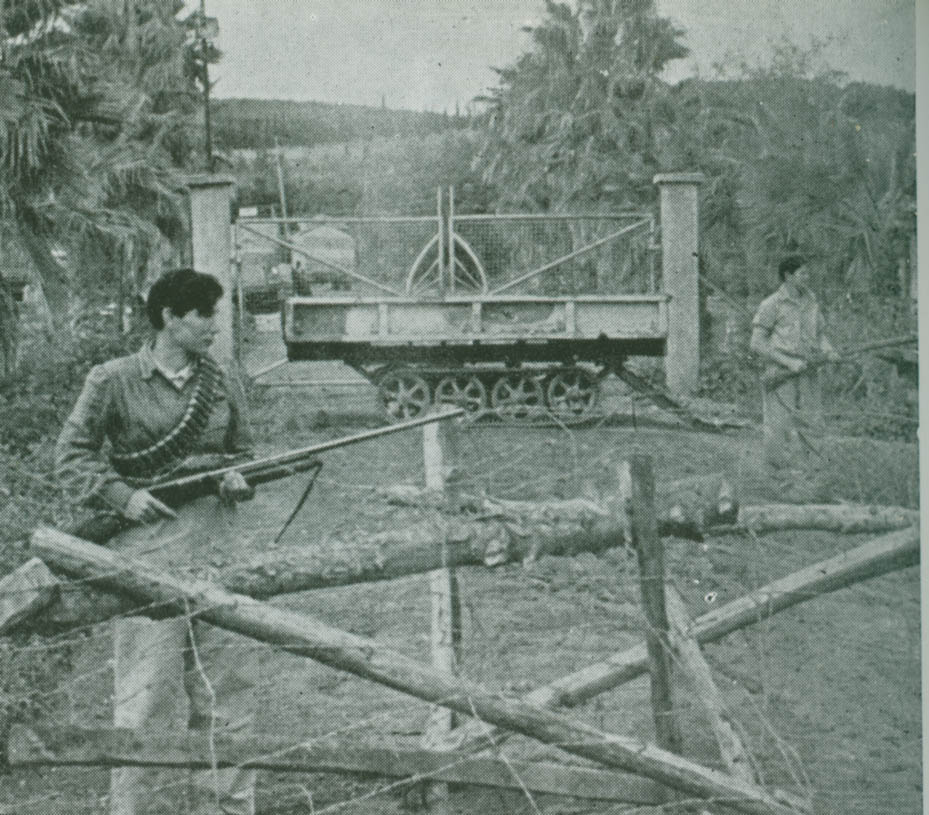
Obránci Mišmar ha-Emek v roce 1948

Kibuc byl terčem arabského útoku během arabských nepokojů, které v roce 1929 v Palestině vypukly. Zaútočila na něj skupina 200 Arabů a byla odražena jen díky zásahu britské policie. Židé ale kvůli násilnostem dočasně osadu zcela vyklidili.
Terčem opakovaných útoků byl kibuc i během arabského povstání, které začalo roku 1936. V té době již měla vesnice obranný systém. Útočníci ale opakovaně ničili zemědělské pozemky v jejím okolí. Jen během května 1936 tak arabští útočníci třikrát vypálili sady okolo vesnice a zničili několik set stromů.
Vesnice byla ve 40. letech 20. století základnou elitních židovských jednotek Palmach, jejichž členové trénovali v přilehlých lesích. Během druhé světové války totiž sami Britové, pod hrozbou německé invaze do Palestiny, zahájili výcvik židovských vojáků. V dubnu 1942 tak v Mišmar ha-Emek začal první kurz pro záškodnická komanda Palmachu. V roce 1943 ale britsko-židovská vojenská spolupráce skončila a v březnu toho roku Britové členům kibucu zabavili všechny zbraně. Palmach reaguje přepadením britského vojenského skladu v Haifě, z něhož ukradl desítky pušek a kulometů. V květnu 1944 se pak v lesích okolo kibucu konal tajný sraz jednotek Palmach k třetímu výročí založení těchto oddílů.
Počátkem první arabsko-izraelské války v roce 1948, respektive pár týdnů před vyhlášením nezávislosti státu Izrael, kdy už občanská válka v Palestině přerůstala v regulérní válečný konflikt, se v okolí vesnice odehrávaly těžké boje mezi židovskými silami a jednotkami arabské dobrovolnické armády Fauzího al-Kaukdžího. Kibuc totiž ležel poblíž jediného silničního spojení mezi Haifou a Tel Avivem, které bylo kontrolováno Židy (přes planinu Ramat Menaše k pobřežní nížině).
4. dubna 1948 začal útok více než jednoho tisíce Arabů, kteří pak po deset dnů kibuc obléhali. Do boje poprvé během arabsko-židovského konfliktu v Palestině byly na arabské straně nasazeno dělostřelectvo (sedm děl dodala syrská armáda). Průnik přímo do kibucu se ale nezdařil díky obraně místních obyvatel. Na pomoc obleženému kibucu pak v noci vyrazila část brigády Golani, které se podařilo proniknout skrz arabské pozice a doručit do vesnice i munici. Následující den pokračovalo ostřelování kibucu, ale zároveň do něho proudily další židovské posily. Díky britskému zprostředkování byla vyjednána evakuace žen a dětí z obleženého Mišmar ha-Emek. Jednotky Palmach využity krátkého příměří a začaly se chystat v nedaleké vesnici Ejn ha-Šofet k protiútoku. Po pět dnů pak Palmach obsazoval arabské vesnice na Ramat Menaše, zatímco dole na okraji údolí pokračovaly al-Kaukdžího jednotky v obléhání Mišmar ha-Emek. Některé ze zdejších vesnic byly opakovaně obsazovány Židy a Araby. 12. dubna se al-Kaukdžího síly pokusily o další frontální útok na kibuc, ale byly přepadeny v jeho blízkosti. Mezitím Hagana, která zajišťovala obranu kibucu, dokázala obsadit některé okolní vesnice. Arabské vojsko se pak stáhlo do Dženínu. Paralelně s touto bitvou neuspěl ani pokus Arabů o dobytí nedaleké vesnice Ramat Jochanan.
O výsledek bitvy se zasloužil hlavně Palmach pod vedením Jicchaka Sadeha. Padlo ovšem 26 obránců kibucu. Tato bitva o Mišmar ha-Emek pak umožnila Židům ovládnout i celý okolní region včetně planiny Ramat Menaše. Výsledkem bitvy o Mišmar ha-Emek také byl konec arabského osídlení v této oblasti. Všechny okolní arabské vesnice byly na jaře 1948 opuštěny a vysídleny a jejich zástavba pak byla zbořena.

### Poválečné dějiny
Koncem 40. let 20. století měl kibuc Mišmar ha-Emek rozlohu katastrálního území 5 300 dunamů (5,3 kilometrů čtverečních).
Ekonomika kibucu je založena na zemědělství a podnikání (včetně továrny na plasty nebo počítačové firmy). Část obyvatel za prací dojíždí. Kibuc neprošel téměř žádným procesem privatizace jako mnoho jiných kibuců v Izraeli a zachovává si z větší části původní kolektivní strukturu. V obci funguje zařízení předškolní péče o děti. Základní škola je ve vesnici Ejn ha-Šofet.
Mezi obyvatele kibucu Mišmar ha-Emek patřily i některé výrazné osobnosti izraelských dějin a veřejného života, zejména Mordechaj Bentov - jeden ze signatářů deklarace nezávislosti Státu Izrael a ministr bydlení a výstavby Izraele.

## Demografie
Obyvatelstvo Mišmar ha-Emek je sekulární. Podle údajů z roku 2014 tvořili populaci v kibucu Mišmar ha-Emek Židé - cca 1100 osob (včetně statistické kategorie "ostatní", která zahrnuje nearabské obyvatele židovského původu ale bez formální příslušnosti k židovskému náboženství, cca 1200 osob).
Jde o menší sídlo vesnického typu s dlouhodobě stagnujícím počtem obyvatel. K 31. prosinci 2014 zde žilo 1207 lidí. Během roku 2014 populace stoupla o 1,6 %.
| Rok            | 1948 | 1961 | 1972 | 1983 | 1995 | 2001 | 2003 | 2004 | 2005 | 2006 | 2007 | 2008 | 2009 | 2010 | 2011 | 2012 | 2013 | 2014 |
| -------------- | ---- | ---- | ---- | ---- | ---- | ---- | ---- | ---- | ---- | ---- | ---- | ---- | ---- | ---- | ---- | ---- | ---- | ---- |
| Počet obyvatel | 549  | 704  | 923  | 822  | 878  | 907  | 953  | 922  | 950  | 964  | 956  | 956  | 1110 | 1150 | 1161 | 1172 | 1188 | 1207 |